# Tenisonina
Tenisonina es un género de foraminífero bentónico de la familia Chapmaninidae, de la superfamilia Rotalioidea, del suborden Rotaliina y del orden Rotaliida. Su especie tipo es Tenisonina tasmaniae. Su rango cronoestratigráfico abarca el Mioceno inferior.

## Clasificación
Tenisonina incluye a la siguiente especie:
- Tenisonina tasmaniae †